# Nam Ji-hyun (actriz)
Nam Ji-hyun (Hangul: 남지현) es una actriz surcoreana.

## Biografía
En 2014 comenzó a cursar la carrera de psicología en la Universidad Sogang.

## Carrera
Es miembro de la agencia Management SOOP (Soop Entertainment).
Ha aparecido en sesiones fotográficas para The Star, Esquire, Oh Boy!, Marie Claire Korea, International bnt, High Cut, entre otras.
En mayo de 2009 se unió como personaje recurrente en la serie Queen Seondeok, donde interpretó a la princesa Deokman de joven, papel interpretado por la actriz Lee Yo-won de adulta.
Ese mismo año participó en el doblaje coreano de la película animada Astro Boy, donde prestó su voz para el personaje de Cora.
En 2012 apareció en la serie To the Beautiful You, donde interpretó a Hong Da-hae, una aspirante a violinista. 
En abril del 2014 apareció en la serie Angel Eyes, donde dio vida a Yoon Soo-wan de joven, papel interpretado por la actriz Koo Hye-sun de adulta.
El 16 de agosto del mismo año se unió al elenco principal de la serie What Happens to My Family?, donde interpretó a Kang Seo-wool.
En marzo del 2015 apareció como invitada en el popular programa de variedades Running Man, donde formó equipo junto a Kim Jong-kook durante el episodio no. 237.
Ese mismo año apareció como invitada en el séptimo episodio de la serie Late Night Restaurant.
En enero del 2016 se unió al elenco principal del drama Mystery Freshman donde interpretó a Oh Ah-yeong, una joven estudiosa que siente la presión para satisfacer las expectativas de su familia.
En septiembre del mismo año se unió al elenco principal de la serie Shopaholic Louis (también conocida como "Shopping King Louie"), donde dio vida a Ko Bok-shil, hasta el final de la serie en noviembre del mismo año.
El 10 de mayo del 2017 se unió al elenco principal de la serie Suspicious Partner, donde interpretó a la abogada defensora Eun Bong-hee, quien debe de luchar por su libertad luego de ser acusada de un crimen que no cometió, hasta el final de la serie el 13 de julio del mismo año.
En marzo del 2018 se anunció que se había unido al elenco principal de la serie Dear Husband of 100 Days (también conocida como "100-Day Husband"), donde daio vida a Hong Shim, una fuerte e inteligente mujer que dirige la primera agencia de detectives durante la era Joseon.
El 23 de marzo del 2020 se unió al elenco principal de la serie 365: Repeat the Year (también conocida como "365: A Year of Defying Fate"), donde interpretó a Shin Ga-hyun, una artista de webtoon que ha estado trabajando en el popular webtoon "Hidden Killer" durante los últimos tres años. hasta el final de la serie el 28 de abril del mismo año.
El 16 de julio de 2021 se unió al elenco principal de la serie The Witch's Diner (también conocida como "Come to the Witch's Restaurant"), donde dio vida a Jung-jin, una figura destinada a ser hogareña después de ser despedida del trabajo por presentar una queja por trato injusto y por no tener vida amorosa.
En 2022 se unirá al elenco de la serie Little Women, donde dará vida a Oh In-kyung, la segunda de las tres hermanas, una reportera de noticias que no quiere doblegarse ante el dinero y aspira a hacer siempre lo correcto. La serie es una adaptación de la novela homónima de Louisa May Alcott.

## Filmografía

### Series de televisión
| Año  | Título                                         | Personaje                       | Notas                |
| ---- | ---------------------------------------------- | ------------------------------- | -------------------- |
| 2024 | Good Partner                                   | Han Yu-ri                       | [ 34 ] [ 35 ] [ 36 ] |
| 2022 | Little Women                                   | Oh In-kyung                     | [ 33 ]               |
| 2021 | The Witch's Diner                              | Jung-jin                        | 8 episodios          |
| 2020 | 365: Repeat the Year                           | Shin Ga-hyun                    | 24 episodios         |
| 2019 | Dear My Room                                   | -                               | ep. #12 - (cameo)    |
| 2018 | Dear Husband of 100 Days                       | Yeon Hong-sim / Yoon Yi-suh     | 16 episodios         |
| 2017 | Suspicious Partner                             | Eun Bong-hee                    | 20 episodios         |
| 2016 | Shopaholic Louis                               | Ko Bok-shil                     | 16 episodios         |
| 2016 | Mystery Freshman                               | Oh Ah-yeong                     | 16 episodios         |
| 2015 | Late Night Restaurant                          | Hye-ri                          | ep. #7               |
| 2014 | What Happens to My Family?                     | Kang Seo-wool                   | 2 episodios          |
| 2014 | Angel Eyes                                     | Yoon Soo-wan (de joven)         |                      |
| 2012 | To the Beautiful You                           | Hong Da-hae                     |                      |
| 2012 | Can't Live Without You                         | Eun-deok                        |                      |
| 2012 | Drama Special - "Girl Detective, Park Hae-sol" | Park Hae-sol                    | 4 episodios          |
| 2011 | Warrior Baek Dong-soo                          | Yoo Ji-sun (de joven)           |                      |
| 2010 | Best Theatre - "It's Me, Grandmother"          | Park Eun-ha                     | ep. #1               |
| 2010 | Giant                                          | Hwang Jung-yeon (de joven)      |                      |
| 2009 | Will It Snow for Christmas?                    | Han Ji-wan (de adolescente)     |                      |
| 2009 | Queen Seondeok                                 | Princesa Deokman (de joven)     | 7 episodios          |
| 2008 | East of Eden                                   | Kim Ji-hyun (a los 10 años)     |                      |
| 2008 | Our Happy Ending                               | Kang Mi-na                      |                      |
| 2008 | The Great King, Sejong                         | Princesa Shim / Reina Soheon    |                      |
| 2007 | Lobbyist                                       | Yoo So-young (de joven) / Maria |                      |
| 2006 | My Love Clementine                             | Jang Ba-da                      |                      |
| 2006 | My Love                                        | Kim Min                         | 20 episodios         |
| 2004 | Say You Love Me                                | Seo Young-chae                  |                      |

### Películas
| Año  | Título                                      | Personaje             | Notas                                                                                            |
| ---- | ------------------------------------------- | --------------------- | ------------------------------------------------------------------------------------------------ |
| 2016 | The Map Against The World                   | Soon-Sil              | junto a Cha Seung-won, Yoo Joon-sang, Kim In-kwon, Shin Dong-miy y Tae In-ho                     |
| 2016 | The Tunnel                                  | Mi-na                 | junto a Ha Jung-woo, Bae Doo-na, Oh Dal-su, Kim Hae-sook y Park Hyuk-kwon                        |
| 2013 | Hwayi: A Monster Boy                        | Yoo-kyung             | junto a Kim Yoon-seok, Yeo Jin-goo, Cho Jin-woong, Jang Hyun-sung, Kim Sung-kyun y Park Hae-joon |
| 2011 | A Reason to Live                            | Ji-min                | junto a Song Hye-kyo, Song Chang-eui y Ki Tae-young                                              |
| 2011 | String Song                                 | -                     | -                                                                                                |
| 2010 | Ghost (Be With Me) - "Tell Me Your Name"    | -                     | junto a Bae Soo-bin y Byun Joon-suk                                                              |
| 2010 | Family Plan                                 | -                     | corto                                                                                            |
| 2009 | Astro Boy                                   | Cora (doblaje)        | junto a Yoo Seung-ho, Jo Min-ki y Yoo Se-yoon                                                    |
| 2009 | If You Were Me 4 - "Blue Birds on the Desk" | Park Jin-ju           | -                                                                                                |
| 2007 | Mapado 2: Back to the Island                | Joven en el Pasado    | junto a Lee Moon-sik, Kim Ji-young, Yeo Woon-kay, Kim Eul-dong, Kim Hyeong-ja y Lee Kyu-han      |
| 2006 | My Captain Mr. Underground                  | Park Ji-min           | junto a Jung Jae-young, Jang Seo-hee, Lee Ki-young, Kim Su-ho y Lee Do-gyung                     |
| 2005 | Shadowless Sword                            | Yeon So-ha (de joven) | junto a Yoon So-yi                                                                               |

### Programas de variedades
| Año        | Programa       | Notas                      |
| ---------- | -------------- | -------------------------- |
| 2016       | Section TV     | invitada                   |
| 2015, 2021 | Running Man    | (ep. #237, 564) - invitada |
| 2015       | Taxi           | invitada                   |
| 2014       | Happy Together | ep. #365 - invitada        |
| 2002       | 전파견문록     | -                          |

### Presentadora
| Año  | Evento                           | Notas                     |
| ---- | -------------------------------- | ------------------------- |
| 2021 | The Fact Music Awards (2021 TMA) | presentadora de categoría |

### Narradora
| Año  | Título            | Notas      |
| ---- | ----------------- | ---------- |
| 2010 | Happy Ulleung Man | documental |

### Radio
| Año  | Programa                            | Notas    |
| ---- | ----------------------------------- | -------- |
| 2017 | 2 O’clock Escape Cultwo Show        | invitada |
| 2017 | Power FM Lee Guk Joo's Young Street | invitada |

### Videos musicales
| Año  | Artista | Canción   | Notas |
| ---- | ------- | --------- | ----- |
| 2015 | Taeil   | "Shaking" | -     |

### Anuncios
| Año  | Título                | Notas                  |
| ---- | --------------------- | ---------------------- |
| 2014 | Patron Paris          | -                      |
| 2014 | Bike Repair Shop' CFs | junto a Park Hyung-sik |

## Premios y nominaciones
| Año  | Categoría                                                                | Premio                      | Trabajo                      | Resultado |
| ---- | ------------------------------------------------------------------------ | --------------------------- | ---------------------------- | --------- |
| 2020 | Excellence Award for an Actress in a Monday-Tuesday Drama or Short Drama | 39th MBC Drama Award        | 365: Repeat the Year         | Ganó      |
| 2017 | Excellence Award, Actress in a Wednesday-Thursday Drama                  | SBS Drama Award             | Suspicious Partner           | Ganó      |
| 2017 | Best Couple Award (junto a Ji Chang-wook)                                | SBS Drama Award             | Suspicious Partner           | Nominados |
| 2017 | Excellence Award, Actress (Drama)                                        | Korea Drama Award           | Suspicious Partner           | Nominada  |
| 2016 | Best Couple Award (junto a Seo In-guk)                                   | MBC Drama Award             | Shopaholic Louis             | Ganaron   |
| 2016 | Excellence Award, Actress in a Miniseries                                | MBC Drama Award             | Shopaholic Louis             | Ganó      |
| 2016 | Best New Actress                                                         | MBC Drama Award             | Shopaholic Louis             | Nominada  |
| 2016 | Best Entertainer Award, Actress                                          | 1st Asia Artist Award       | Shopaholic Louis             | Nominada  |
| 2015 | Best New Actress (TV)                                                    | 51st Baeksang Arts Award    | What Happens to My Family?   | Nominada  |
| 2014 | Best New Actress                                                         | KBS Drama Award             | What Happens to My Family?   | Ganó      |
| 2014 | Best Couple (junto a Park Hyung-sik)                                     | KBS Drama Award             | What Happens to My Family?   | Ganaron   |
| 2013 | Best New Actress                                                         | 34th Blue Dragon Film Award | Hwayi: A Monster Boy         | Nominada  |
| 2012 | Best Young Actress                                                       | KBS Drama Award             | Girl Detective, Park Hae-sol | Ganó      |
| 2012 | Best New Actress                                                         | 21st Buil Film Award        | A Reason to Live             | Nominada  |
| 2009 | Best Young Actress                                                       | MBC Drama Award             | Queen Seondeok               | Ganó      |
| 2008 | Best Young Actress                                                       | MBC Drama Award             | East of Eden                 | Ganó      |
| 2007 | Best Young Actress                                                       | SBS Drama Award             | Lobbyist                     | Nominada  |
| 2006 | Best Young Actress                                                       | SBS Drama Award             | My Love                      | Ganó      |